# Salaheddine Saidi
Salaheddine Saïdi (arabski: صلاح الدين السعيدي, ur. 6 lutego 1987 w Marrakeszu) – marokański piłkarz występujący na pozycji pomocnika, zawodnik Wydad Casablanca. W latach 2011–2018 reprezentant Maroka.

## Życiorys

### Kariera klubowa
Od 2004 był zawodnikiem klubów: Kawkab Marrakesz, ASFAR z GNF 2 i Dubai CSC z UAE Arabian Gulf League.
11 lipca 2014 podpisał kontrakt z marokańskim klubem Wydad Casablanca z GNF 1, kwota odstępnego 250 tys. euro.

### Kariera reprezentacyjna
W reprezentacji Maroka zadebiutował 30 marca 2011 na stadionie Stade de Marrakech w zremisowanym 1:1 meczu przeciwko Botswanie.

## Sukcesy

### Klubowe
Wydad Casablanca
- Zwycięzca GNF 1: 2016/2017, 2018/2019[6]
- Zdobywca drugiego miejsca w GNF 1: 2015/2016, 2017/2018[6]
- Zwycięzca Afrykańskiej Ligi Mistrzów: 2017[6]
- Zwycięzca Superpucharu Afrykańskiej Ligi Mistrzów: 2018[6]